# ماتس اولسون
ماتس اولسون (بالسويدية: Mats Olsson)‏ (12 يناير 1960 في السويد - ) هو لاعب كرة يد السويد في مركز حارس مرمى ‏. شارك في الألعاب الأولمبية الصيفية 1984 والألعاب الأولمبية الصيفية 1992 والألعاب الأولمبية الصيفية 1988 والألعاب الأولمبية الصيفية 1996. ولعب مع لوجي إتش إف ونادي كانتابريا لكرة اليد ونادي يستاد لكرة اليد وDalhems IF ‏.

## وصلات خارجية
- ماتس اولسون على موقع الاتحاد الأوروبي لكرة اليد (الإنجليزية)
- ماتس اولسون على موقع أوليمبيديا (الإنجليزية)
- ماتس اولسون على موقع اللجنة الأولمبية السويدية (السويدية)